# Maba bipindensis
Espèce
Synonymes
- Maba bipindensis Gürke[2]
- Maba chrysantha Gürke ex J.D.Kenn.[2]
- Maba piscatoria (Gürke) Aubrév.[2]
- Maba xylopiifolia Mildbr.[2]
- Diospyros piscatoria Gürke[3]

Maba bipindensis Gürke  est une espèce de plantes à fleurs de la famille des Ebenaceae, selon la classification phylogénétique. 